# 神戸新開地ジャズヴォーカルクイーンコンテスト
神戸新開地ジャズヴォーカルクィーンコンテスト（こうべ しんかいち ジャズヴォーカル クィーン コンテスト）は、2000年より、神戸市の新開地で行われる「神戸新開地音楽祭」に合わせて行われる女性ジャズ歌手のコンクール。

## 概要
新開地は、かつて「東の浅草、西の新開地」と謳われ、1km弱の新開地本通りに20以上もの劇場・映画館が並ぶ一大歓楽街でした。「聚楽館」をはじめとする地区内の劇場や、湊川公園の野外ステージ「音楽堂」では、戦前からジャズの演奏会が賑やかにおこなわれ、ジャズ喫茶などでも気軽にジャズを愉しむ文化が根づきました。昭和28年には、ジャズの神様と言われたルイ・アームストロングが、聚楽館で本場のジャズを聴かせてくれたという逸話もある。そんなジャズ文化を継承すべく、新開地ミュージックストリートがスタート。2000年より「神戸新開地ジャズヴォーカルクィーンコンテスト」、2001年より「神戸新開地音楽祭」を毎年5月に開催している。。
このコンクールは、プロ・アマ・国籍を問わず、ジャズを愛好する女性に広く門戸を開放し、全国から100組以上の女性ジャズ歌手が音源審査（コンパクトディスク、WEBエントリー）に応募。その中から10組が本番のコンクールに進出して歌を披露し、グランプリをはじめとする各賞受賞者を決定。審査員長は服部克久。グランプリ受賞者は、神戸市と姉妹都市関係を結んでいるアメリカ合衆国・シアトルに派遣され、現地のライブハウス「ジャズ・アレー」で行われる公演への出演が約束される。
※過去のグランプリ受賞者はホームページで確認できる。
グランプリ受賞者
ジャネット（第1回グランプリ）、REIKAjj（第2回グランプリ）、溝口恵美子（第3回グランプリ）、杉山千絵（第4回グランプリ）、yoshika（北浪良佳）（第5回グランプリ）、Shoko（第6回グランプリ）、MAMI（第7回グランプリ）、若林みわ（第8回グランプリ）、小橋知枝（第9回グランプリ）、Whoopin（上田浩恵）（第10回グランプリ）、ギラ・ジルカ（第11回グランプリ）、小林ゆうこ（第12回グランプリ）、石田裕子（第13回グランプリ）、宮藤晃妃（第14回グランプリ）、高橋リエ（第15回グランプリ）、山添ゆか（第16回グランプリ）

## 開催情報

### 第22回[3]
- 開催日：2023年5月13日
- 会場：新開地アートひろば 2Fホール
- グランプリ：みさきゆか
- 準グランプリ：初川みち
- 特別賞・デンソーテン賞：響優
- 特別賞・神戸デジタルラボ賞：市川美鈴
- 新開地特別賞：Julie

### 第21回[4]
- 開催日：2022年5月7日
- 会場：神戸アートビレッジセンター2F 「KAVCホール」
- グランプリ：井頭月
- 準グランプリ：サブリナ
- 特別賞・デンソーテン賞：向井 伸子

### 第20回[5]
- 開催日：2019年8月24日
- 会場：神戸新聞 松方ホール
- グランプリ：yukino
- 準グランプリ：黒木あさ美
- 特別賞・デンソーテン賞：向井伸子

### 第19回[6]
- 開催日：平成30年5月12日
- 会場：神戸アートビレッジセンター2F「KAVCホール」
- 応募総数：119組
- グランプリ：Ami Latte
- 準グランプリ：SaaNa
- 特別賞・デンソーテン賞：Genie

### 第18回[7]
- 開催日：平成29年5月13日
- 会場：神戸アートビレッジセンター2F「KAVCホール」
- 応募総数：145組
- グランプリ：Yuka
- 準グランプリ：向井伸子
- 特別賞・デンソーテン賞：有川久美子

### 第17回[8]
- 開催日：平成28年5月7日
- 会場：神戸アートビレッジセンター2F「KAVCホール」
- 応募総数：143組
- グランプリ：坂田雅枝
- 準グランプリ：SOA
- 富士通テン賞：中澤さやか
- 新開地特別賞：島谷理子
- 審査員特別賞：aya Sueki

### 第16回[9]
- 開催日・開催場所：平成27年5月9日 神戸アートビレッジセンター(KAVC)
- 応募総数：143組（過去最多）
- グランプリ：山添ゆか
- 準グランプリ：宮田明奈

### 第15回[10]
- 開催日・開催場所：平成26年5月10日 神戸アートビレッジセンター(KAVC)
- 応募総数：134組
- グランプリ：高橋リエ
- 準グランプリ：林けい子

### 第14回[11]
- 開催日・開催場所：平成25年5月11日 神戸アートビレッジセンター(KAVC)
- 応募総数：118組
- グランプリ：宮藤晃妃
- 準グランプリ：山口葵

### 第13回[12]
- 開催日・開催場所：平成24年5月6日 神戸朝日ホール
- 応募総数：127組
- グランプリ：石田裕子
- 準グランプリ：石井智子

### 第12回[13]
- 開催日・開催場所：平成23年5月15日 神戸朝日ホール
- 応募総数：133組
- グランプリ：小林ゆうこ
- 準グランプリ：奥本めぐみ

### 第11回[14]
- 開催日・開催場所：平成22年5月8日 神戸アートビレッジセンター(KAVC)
- 応募総数：130組
- グランプリ：ギラ・ジルカ
- 準グランプリ：ウィリアムス浩子

### 第10回[15]
- 開催日：平成21年5月9日
- 会場：神戸アートビレッジセンター2F 「KAVCホール」
- グランプリ：Whoopin
- 準グランプリ：高橋リエ
- 神戸ジャズストリート賞：宇野アキコ
- NHK神戸放送局長賞：CYNDI
- 特別賞・富士通テン賞：門嶋友美
- 神戸・新開地特別賞：石井智子

### 第9回[16]
- 開催日：平成20年5月10日・11日
- 会場：神戸アートビレッジセンター2F 「KAVCホール」
- グランプリ：小橋知枝
- 準グランプリ：小倉よしえ
- 神戸ジャズストリート賞：DOODLIN’
- NHK神戸放送局長賞：AKI
- 特別賞・富士通テン賞：高橋リエ
- 神戸・新開地特別賞：Jazz enka

### 第8回[17]
- 開催日：平成19年5月19日・20日
- 会場：神戸アートビレッジセンター2F 「KAVCホール」
- グランプリ：若林みわ
- 準グランプリ：市川千秋
- 神戸ジャズストリート賞：奈良やよい
- NHK神戸放送局長賞：山口有紀
- 神戸・新開地特別賞：杉浦みどり

### 第7回
- 開催日：平成18年5月6日・7日
- 会場：神戸アートビレッジセンター2F 「KAVCホール」
- グランプリ：MAMI
- 準グランプリ：阪井楊子
- 神戸ジャズストリート賞：門馬綾子
- NHK神戸放送局長賞：後藤志歩
- 神戸・新開地特別賞：宇根崎緑

### 第6回
- 開催日：平成17年5月7日・8日
- 会場：神戸アートビレッジセンター2F 「KAVCホール」
- グランプリ：Shoko
- 準グランプリ：吉田久美子
- 神戸ジャズストリート賞：南ルミコ
- NHK神戸放送局長賞：猿丸詩摩子
- 神戸・新開地特別賞：後藤志歩

### 第5回[18]
- 開催日：平成16年5月8日・9日
- 会場：神戸アートビレッジセンター2F 「KAVCホール」
- グランプリ：Yoshika

### 第4回
- 開催日：平成15年5月10日・11日
- 会場：神戸アートビレッジセンター2F 「KAVCホール」
- グランプリ：杉山千絵

### 第3回
- 開催日：2002年5月11日・12日
- 会場：神戸アートビレッジセンター2F 「KAVCホール」
- グランプリ：溝口恵美子

### 第2回
- 開催日：2001年5月12日・13日
- 会場：神戸アートビレッジセンター2F 「KAVCホール」
- グランプリ：REIKAjj

### 第1回
- 開催日：2000年5月13日・14日
- 会場：神戸アートビレッジセンター2F 「KAVCホール」
- グランプリ：JANETTE

## スポンサー
- 主催　新開地ミュージックストリート実行委員会
- 後援　神戸市、兵庫県、NHK神戸放送局、ラジオ関西、エフエム大阪、神戸新聞社他、神戸市の観光・交流諸団体
- 協力　ANAクラウンプラザ神戸、神戸アートビレッジセンター、神戸市シアトル事務局、NTT西日本兵庫支店、京阪神のライブハウス各所他
- 協賛　オリバーソース、富士通テン、ヤマハミュージックリテイリング神戸店他各社